# Kortfilm
 Der er for få eller ingen kildehenvisninger i denne artikel, hvilket er et problem. Du kan hjælpe ved at angive troværdige kilder til de påstande, som fremføres i artiklen.

En kortfilm er en film, som i spilletid er kort. 
Korte fiktionsfilm kaldes også novellefilm. Kortfilm kan også være dokumentarfilm.
Tidligere – før 1970'erne, inden tv og andre massemedier fik et opsving, blev der typisk vist en eller flere kortfilm før hver spillefilm i biografen. Det kunne for eksempel være en tegnefilm eller en kort komedie – film med Charlie Chaplin, Buster Keaton og Gøg og Gokke er kendte eksempler.

## Længden
Hvor kort en kortfilm må være, er der delte meninger om. 
- 3-4 minutter. En kategori, très courts, af særlig korte film på højest tre-fire minutters varighed er forbeholdt særlige konkurrencer på nogle filmfestivaler.
- 5-15 minutter som angivet af kortfilmseksperten Richard Raskin [1] (lektor ved Aarhus Universitet).
- Under 34 minutter iflg. Peter Schepelern[2]. Man taler om one-reelers og two-reelers, idet en filmrulle (reel) til et professionelt filmkamera rummer ca. 15 min film.
- Under 45 minutter – iflg. den amerikanske webside IMDb´s klassifikation for "shorts" (kortfilm).
- Under 60 minutter. I Frankrig definerer Det Nationale Center for Film (CNC[3]) en kortfilm, court métrage, som en film, hvis varighed ikke overstiger 1600 meter i 35 mm format (eller tilsvarende længde i andre formater)[4], en tidsmæssig længde på omkring 59 minutter.

Ikke desto mindre betegnes film af mere end 30 minutter i filmlandet Frankrig som middellange film moyens métrages og er ikke altid velkomne ved filmfestivaler.

## Indholdet
Man kan ud fra eksisterende kortfilm angive nogle generelle træk, som altså ikke nødvendigvis alle er til stede i en specifik film. Den eneste obligatoriske er jo længden, som altså højest er af en times varighed.
- Filmene omhandler en enkelt hændelse, f.eks. en øjeblikssituation, stemninger i et landskab eller en eller anden form for dokumentarisk emne, f.eks. et håndværk.
- Der behandles ikke nødvendigvis i en kortfilm nogle konflikter.
- Ofte er der stærke og handlende personer i handlingen.
- Talesproget er komprimeret og kortfattet.
- Meget vægt på det illustrative i forbindelse med arbejdet med filmtekniske og filmsproglige virkemidler.
- Filmens budskab formidles ofte ved enkelhed i udtrykket.
- Der er ikke nødvendigvis plads/tid til, at personerne i handlingen når at udvikle sig.
- Personerne formidler ofte noget eksistentielt, der vedkommer os.
- Filmen starter In Medias Res